# Плоттерная резка
Плоттерная резка — технология, которая позволяет прорезать до подложки, высекать, перфорировать, резать насквозь материал вдоль контура изображения из различных материалов, например, из самоклеящейся плёнки.
Резка называется «плоттерной» из-за того, что этот процесс производит специальный высокоточный аппарат — плоттер. Слово «плоттер» или же графопостроитель произошло от греч. γράφω — пишу, рисую. И обозначает устройство для автоматического рисования. Тогда широкоформатный принтер тоже является плоттерной машиной. И это слово не совсем подходит для оборудования, которое не рисует, а вырезает по контуру. Правильнее будет называть машину не плоттерной, а каттерной, от англ. cutter — резчик, скульптор, гравёр. Но это слово в России не прижилось, и процесс вырезания чаще называется плоттерной резкой.
Резка материалов может производиться с шагом (например, для наклеек или стикеров), а может производиться по контуру объекта ("контурная резка"). Как правило, перед резкой шаблона станком необходимо предварительно подготовить компьютерную модель (макет), согласно которому будет производиться резка.
Материалами для плоттерной резки могут быть:
- виниловая плёнка[2]
- бумага
- картон
- пластик
- металл
- магнитный винил
- ткань
- самоклеющаяся бумага
- самоклеящаяся плёнка
- термотрансферная плёнка для флексографии